# Lehtosaari (ö i Norra Karelen, Joensuu, lat 63,05, long 30,79)
Lehtosaari är en ö i Finland. Den ligger i sjön Koitere och i kommunen Ilomants i den ekonomiska regionen  Joensuu ekonomiska region  och landskapet Norra Karelen, i den östra delen av landet, 400 km nordost om huvudstaden Helsingfors. Öns area är 5,2 hektar och dess största längd är 410 meter i sydöst-nordvästlig riktning.